# Cratere Gavrilov
Gavrilov è un cratere lunare di 61,62 km situato nella parte nord-occidentale della faccia nascosta della Luna, a sud del cratere Vernadskiy e a nord del cratere Vetchinkin.
È una formazione circolare, relativamente simmetrica, con qualche erosione sul bordo esterno. Sono presenti alcuni piccoli crateri nella metà orientale del fondo e un piccolo rilievo nei pressi del punto centrale.
Il cratere è dedicato ai sovietici Aleksandr Ivanovič Gavrilov e Igor Vladimirovič. Gavrilov, rispettivamente ingegnere e astronomo.

## Crateri correlati
Alcuni crateri minori situati in prossimità di Gavrilov sono convenzionalmente identificati, sulle mappe lunari, attraverso una lettera associata al nome.
| Gavrilov | Coordinate             | Diametro (in km) |
| -------- | ---------------------- | ---------------- |
| A        | 19°52′48″N 132°12′36″E | 25,89            |
| K        | 14°59′24″N 132°50′24″E | 38,81            |